# El Juglar
El Juglar fue un grupo de teatro de la ciudad de Guayaquil, el cual desde sus inicios estuvo a cargo del director Ernesto Suárez. El grupo está conformado por los actores Oswaldo Segura, Roosevelt Valencia, Medardo Goya, Luis Aguirre, Henry Layana, Isidro Murillo, Raúl Pintos, Augusto Enríquez, Giovanni Dávila y Marcelo Gálvez, y las actrices Sandra Pareja, Cecilia Caicedo, Carmen Espinoza, Elvira Carbo, Miriam Murillo y Azucena Mora.

## Historia
En el año de 1976, cuando el director de teatro argentino Ernesto Suárez, llegó de Perú a Ecuador luego de su huida de la dictadura en Argentina, conoció al actor Henry Layana, con el que pronto formó una amistad, y conformaron junto a varios jóvenes actores como Oswaldo Segura, Roosevelt Valencia, Medardo Goya, Luis Aguirre, Isidro Murillo, Raúl Pintos, Augusto Enríquez, Giovanni Dávila y Marcelo Gálvez, y actrices como Sandra Pareja, Cecilia Caicedo, Carmen Espinoza, Elvira Carbo, Miriam Murillo y Azucena Mora, fundó en 1977 el Taller de Teatro-Escuela El Juglar, con el que consolidó el grupo El Juglar, ganando premios a nivel de Latinoamérica hasta 1983.
El grupo gozó de éxito, llegando a ser el grupo de teatro más popular del Ecuador durante varios años, llegando a tener más de mil funciones por cada obra que realizaron.
Desde sus inicios, el grupo recorrió las calles de la urbe, llevando consigo una pancarta con la frase “Regale un periódico y una botella vacía y tendrá un teatro lleno”, con esas donaciones que la gente realizaba, ellos lograban conseguir los fondos para levantar una estructura teatral para el grupo. Una de las obras con mayor éxito del grupo fue Guayaquil Superstars.
En los años de 1980, Ernesto Suárez, decidió tomar la obra Banda de Pueblo, un cuento del escritor ecuatoriano José de la Cuadra, el cual trata de las vivencias de un grupo de artistas populares de 1930, para adaptarlo al teatro, ya que muestra una identidad del campesino del litoral, así como la similitud con el grupo El Juglar en cuanto a las ganas de sus miembros de levantarse, juntarse y luchar caminos.